# De Titanen
De Titanen (Frans: Les Titans) is het 8ste album uit de stripreeks Yoko Tsuno en het 4de met de buitenaardse Vineanen.

## Het verhaal

### Vinea
Yoko Tsuno en haar vrienden bezoeken voor de tweede keer de planeet Vinea. Khany en Vynka brengen hen naar de zesde stad. Deze is flink veranderd sinds de laatste keer dat de Aardlingen op Vinea waren: met hulp van zonnehaarden in de ruimte wordt het land boven de eerst volledig ondergronds gelegen stad verwarmd en herrijzen er grote stadsdelen boven de grond. (zie ook: De 3 zonnen van Vinea) Er is een kunstmatig in stand gehouden gematigd klimaat, dat door geavanceerde afweerbarrières wordt afgeschermd van de ijzige koude aan de schaduwzijde van Vinea.
De Vineaanse biologen, waaronder Khany's moeder Synda, hebben niet-Vineaanse planten gevonden. Bovendien ontdekten ze een geweldig grote insectenpoot die van een intelligente soort moet zijn, omdat de poot met titanium versterkt is. Door de grootte en het titanium noemen ze deze grote insecten de Titanen. De Vineanen, die geen kennis over insecten hebben, hopen dat de Aardlingen hen met dit raadsel kunnen helpen.

### Expeditie
Er wordt een expeditie uitgerust naar de plek waar de poot is gevonden, die ver buiten de stad ligt. In een waterig moeras wordt een drijvende basis ingericht. Nadat de basis is opgebouwd gaan Yoko en Khany met een verkenningsvaartuig de omgeving in kaart brengen. Ze horen een vreemd geluid uit de richting van de basis, en wanneer ze daar arriveren blijkt de basis vernield en de andere expeditieleden verdwenen te zijn. Met de biologische detector vangt Khany hun hersengolven op en de heel andere golven van de ontvoerders. De detector geeft ook aan dat hun vrienden onder een soort telepathische invloed verkeren, dus schermen Khany en Yoko eerst hun eigen hersenactiviteiten af met speciale hoofdbandzenders. Daarna zetten ze de achtervolging in.

### De Titanen
Ze stuiten op een achtergebleven Titaan die met een grote waterslang in gevecht is. Ze doden de slang en de dankbare Titaan, die Xunk blijkt te heten, neemt hen mee naar hun vrienden. Op een droog stuk land zien ze een geweldig bouwwerk; dit blijkt de basis van de titanen te zijn. Hier worden hun vrienden op een rolbaan afgevoerd. Ze kunnen Poky, Kanda en enkele andere Vineanen bevrijden, maar Ben, Paul en Vynka zijn al weg. Yoko gaat hen via de rolbaan achterna en ze wordt samen met de anderen gevangengezet. Ze ontsnappen met de hulp van Xunk. Khany en Yoko gaan met Xunk naar de drijvende basis om de aandacht van de anderen af te leiden, die de bergen invluchten. De drie worden vanuit de Titanenbasis beschoten met een drukgolfwapen. Xunk rekt zich op om de vluchtelingen te beschermen en krijgt zelf de volle laag, maar geeft hierdoor de anderen wel de kans te ontsnappen. Achtervolgd door de Titanen vliegen Yoko en Khany weg. Bij de magnetische grens worden ze onder vuur genomen door de Titanen, waarbij een magnetisch element kortsluiting maakt en het afweerschild bezwijkt. IJskoude lucht stroomt in de gematigde zone en de Titanen worden weggeblazen.

### Hulpmissie
Met een onderhoudsschip gaan Khany en Yoko terug naar de basis van de Titanen om hun vrienden op te halen. Ze vinden overal verspreid liggende insecten die van de kou niet meer kunnen bewegen. De Titanenleider vraagt Yoko om hulp en zij wil hem wel helpen. Via een transportbaan wordt ze naar het centrum van de basis gebracht, waar de Grote Migrator zit vastgesnoerd in zijn commandopost. Hij zet haar onder zijn mentale controle, zodat Yoko precies weet wat ze moet doen. Alle insecten worden in de basis gebracht, waarna het gebouw startklaar wordt gemaakt: het blijkt namelijk een ruimte-exploratieschip te zijn. Het schip stijgt op en verlaat het Vineaanse stelsel, op weg naar een nieuwe bestemming.